# كوميكو آسو
كوميكو آسو (باليابانية: 麻生久美子 ) (و. 1978  م) هي ممثلة يابانية، ولدت في سانمو، تشيبا.

## أدوارها في الأنمي

### أفلام أنمي
- كلرفل - والدة ماكوتو

## وصلات خارجية
- كوميكو آسو على موقع IMDb (الإنجليزية)
- كوميكو آسو على موقع قاعدة بيانات الأفلام العربية
- كوميكو آسو على موقع ألو سيني (الفرنسية)
- كوميكو آسو على موقع ميوزك برينز (الإنجليزية)
- كوميكو آسو على موقع أول موفي (الإنجليزية)
- كوميكو آسو على موقع قاعدة بيانات الفيلم (الإنجليزية)
- كوميكو آسو على موقع كينوبويسك (الروسية)